# Kuki Yoshitaka
Kuki Yoshitaka est un nom japonais traditionnel ; le nom de famille (ou le nom d'école), Kuki, précède donc le prénom (ou le nom d'artiste).
Kuki Yoshitaka (九鬼 嘉隆, 1542-17 novembre 1600) est un commandant de la marine durant la période Sengoku du Japon, sous Oda Nobunaga d'abord, et, plus tard, sous Toyotomi Hideyoshi.
Dans les années 1570, Kuki se rallie à Oda Nobunaga dont il commande sa flotte, et soutient les attaques terrestres sur les Ikkō-ikki. En 1574, son aide favorise la victoire de Nobunaga dans sa troisième tentative pour attaquer la forteresse de Nagashima. En 1576, il est battu à la première bataille de Kizugawaguchi par la flotte du clan Mōri, mais 1578 lui assure la victoire lors de la seconde bataille de Kizugawaguchi, au cours de laquelle il emploie des « navires en fer » pour repousser les flèches et les balles de mousquet des navires adverses du clan Mori.
En 1587, il est à la tête de la flotte de Toyotomi Hideyoshi lors de la campagne de Kyūshū, avec Konishi Yukinaga, Wakizaka Yasuharu et Katō Yoshiaki. Trois ans plus tard, avec Wakizaka Yasuharu et Katō Yoshiaki, il mène le siège d'Odawara (1590) et le siège de Shimoda. Toujours en tant que commandant de la flotte de Hideyoshi, il lance en 1592 l'invasion de la Corée à partir de son navire amiral, le Nipponmaru.
Lors de la bataille de Sekigahara, Kuki Yoshitaka combat aux côtés des forces de Toyotomi tandis que son fils, Kuki Moritaka, se joint aux forces opposées, conduites par Tokugawa Ieyasu. À la suite de la victoire de Tokugawa, son fils obtient de Ieyasu que soit garantie la sécurité de Kuki. Par un tour du destin, Yoshitaka commet le seppuku avant que l'information ne lui parvienne. 

## Source de la traduction
- (en) Cet article est partiellement ou en totalité issu de l’article de Wikipédia en anglais intitulé « Kuki Yoshitaka » (voir la liste des auteurs).